# Brian Shul

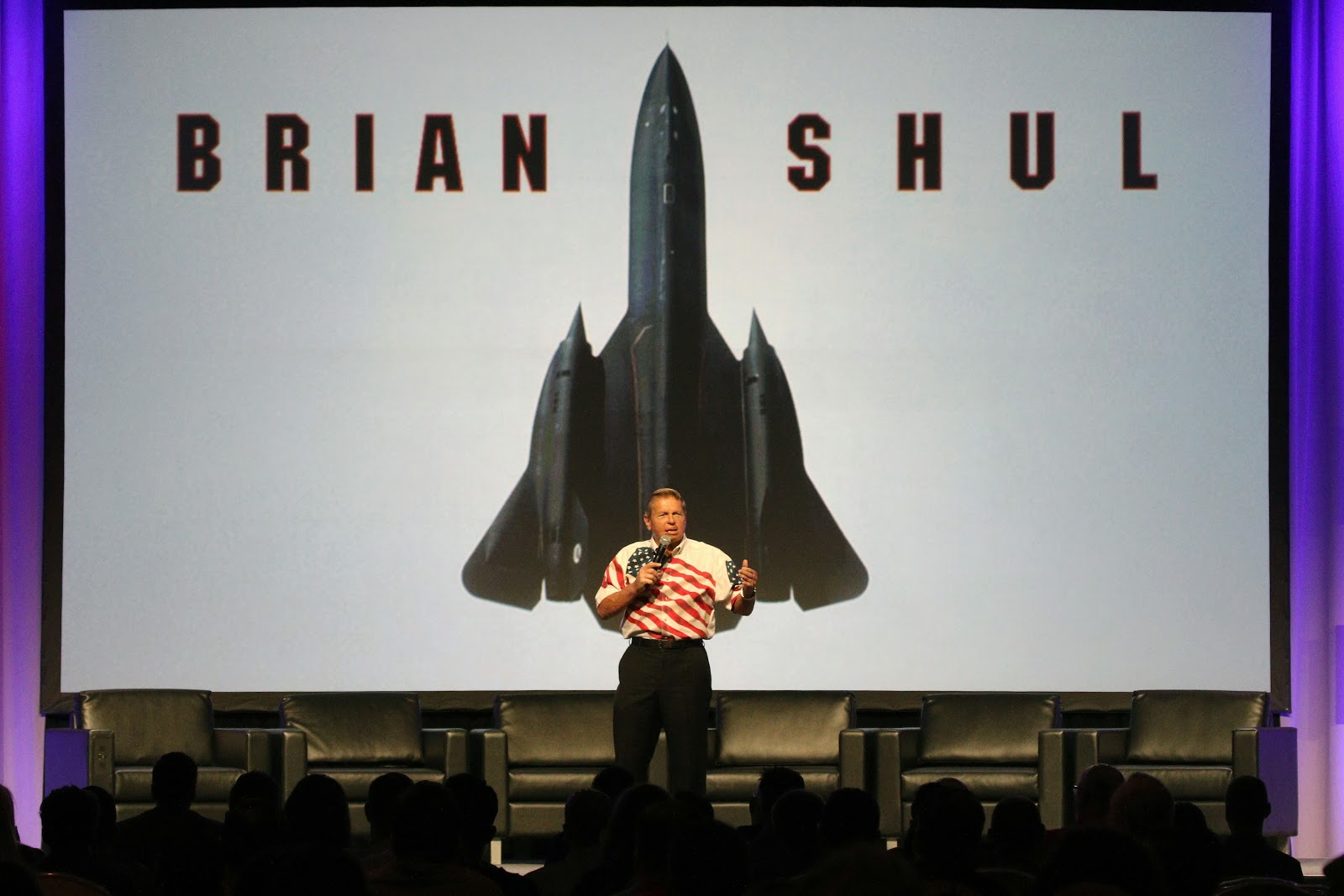
Brian Shul na přednášce

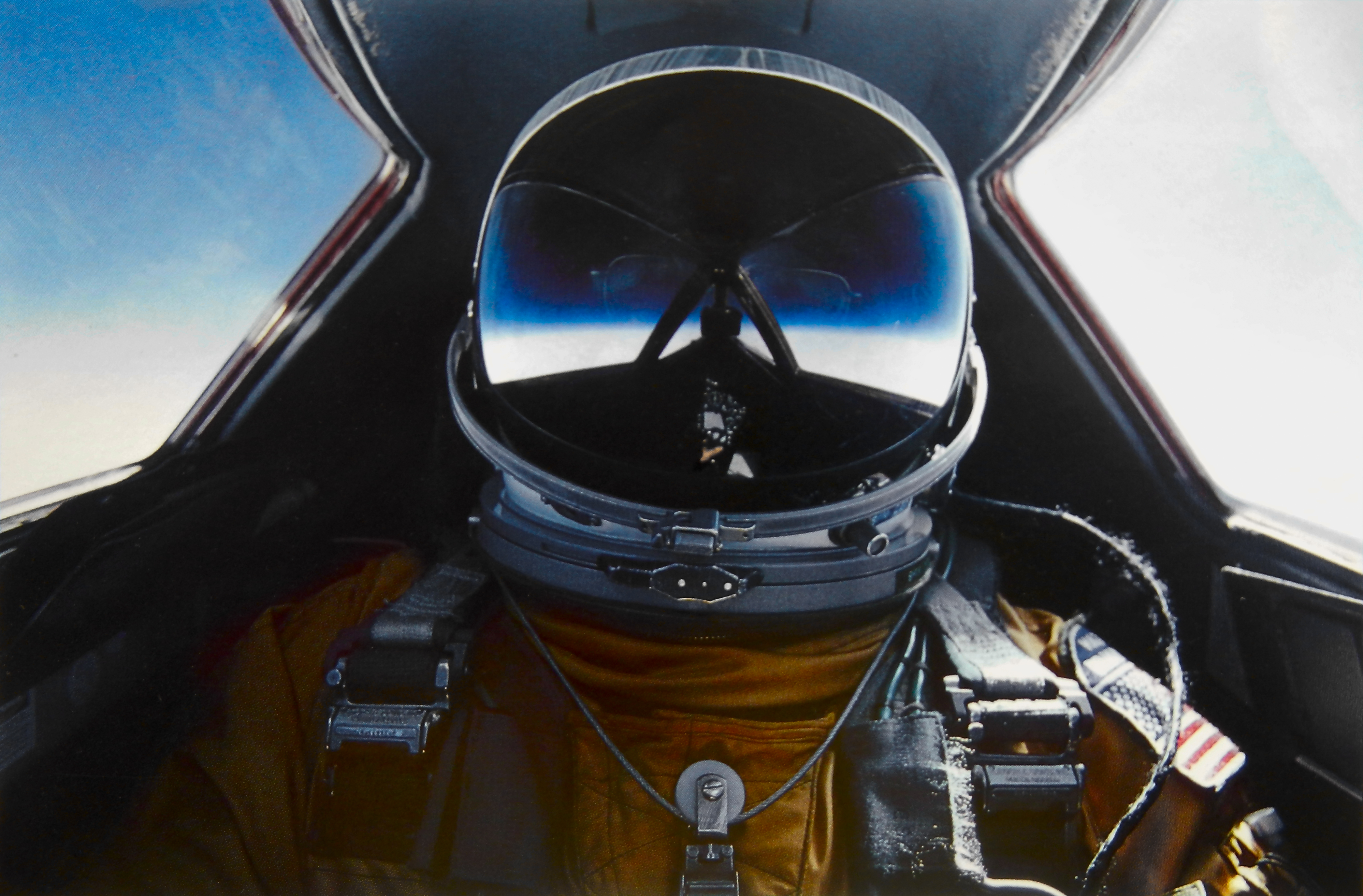
Brian Shul v cockpitu SR-71 Blackbird

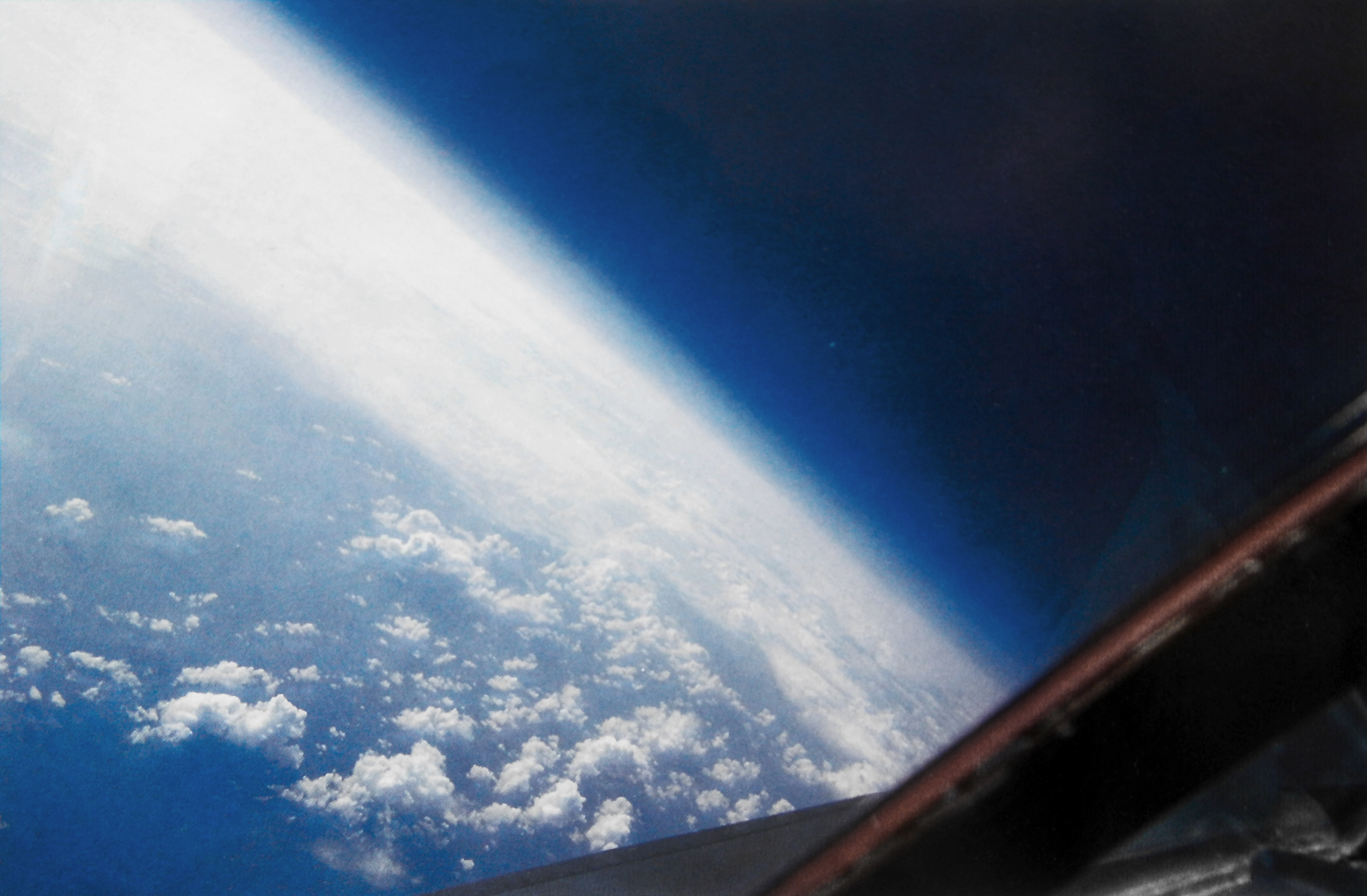
Pohled z cockpitu SR-71 Blackbird

Brian Shul (8. února 1948 – 20. května 2023) byl americký útočný pilot z dob války ve Vietnamu, letecký fotograf a major v letectvu Spojených států (USAF). Ke konci války byl těžce raněn, lékaři mu nedávali téměř žádnou šanci na přežití. Ale uzdravil se natolik, že začal znovu létat na stroji SR-71 Blackbird. V letectvu sloužil dvacet let. Napsal čtyři knihy o letectví a provozoval fotografické studio v Marysville v Kalifornii až do své smrti v Renu v Nevadě.

## Životopis
Brian Shul se narodil v Quantico ve Virginii 8. února 1948. Vystudoval Radford High School v Honolulu na Havaji v roce 1966 a East Carolina University v roce 1970 s titulem v oboru historie. Téhož roku vstoupil do USAF a zúčastnil se pilotního výcviku na letecké základně Reese v Texasu.
Shul sloužil jako letecký poradce ve vietnamské válce a s Air America létal na 212 letových podpůrných misích. Ke konci bojů v roce 1973 byl jeho letoun T-28 Trojan sestřelen v blízkosti kambodžských hranic. Byl zraněn, vysvobozen a léčil se v nemocnici. Dva dny poté, co byl z nemocnice propuštěn, opět začal pilotovat stíhací letouny Air Force. Létal například na strojích A-7D Corsair II, SR-71 nebo A-10 Thunderbolt II. Po turné na Davisově-Monthanově letecké základně v Arizoně pokračoval ve výuce stíhačů USAF.
Shul v roce 1990 odešel z letectva a pokračoval ve svých spisovatelských a fotografických zájmech. Kromě provozování vlastního fotoateliéru v severní Kalifornii napsal sedm knih o létání a letecké fotografii. Jeho první dvě knihy (Sled Driver: Flying The World's Fastest Jet a The Untouchables) pojednávají o létání na SR-71 Blackbird a poskytují čtenáři zprávu z první ruky o tom, jak se ocitl v kokpitu nejrychlejšího tryskáče na světě. Shulova třetí a čtvrtá kniha jsou o amerických leteckých demonstračních týmech, Navy Blue Angels, v knížce Blue Angels: A Portrait of Gold, a Air Force Thunderbirds, v knížce Summer Thunder a obsahují letecké snímky zevnitř formací těchto týmů. V roce 1997 Shul vydal svou pátou knihu, Eagle Eyes: Action Photography from the Cutting Edge, což je sbírka jeho leteckých fotografií.
Většinu jeho fotografické práce za posledních několik let života tvořily záběry přírody, zejména volně žijících ptáků všech druhů. Často je zveřejňoval online s podrobným popisem okolností spojených s pořízením fotografie.
Shul také cestoval a přednášel, řadu jeho přednášek lze nalézt na internetu.
Ve svých rozhovorech Shul vyprávěl příběh SR-71, kterým končila kontrola traťové rychlosti v porovnání s pilotem F/A-18 Hornet. Později uvedl, že to podle Smithsonian Magazine byl nejčastěji opakovaný příběh o SR-71 v historii.
Dne 20. května 2023 Brian Shul zemřel po zástavě srdce.